# 영문중학교
영문중학교(英門中學校)는 대한민국 경기도 용인시 처인구 포곡읍 영문리에 있는 공립 중학교이다.

## 학교 연혁
- 2002년 1월 14일 : 30학급 설립 인가
- 2002년 3월 1일 : 초대 배정근 교장 취임
- 2002년 11월 1일 : 개교기념식 및 교석 제막식
- 2003년 2월 15일 : 제1회 졸업식(7명)
- 2022년 3월 1일 : 제8대 김영신 교장 취임
- 2023년 1월 5일 : 제21회 졸업식 334명 졸업
- 2023년 3월 2일 : 제22회 입학식 226명 입학

## 참고 자료
- 영문중학교 - 한국교육학술정보원 학교알리미